# Карла (водохранилище)
Карла (греч. Λίμνη Κάρλα) — водохранилище в Греции. Расположено на месте бывшего одноимённого озера, известного также как Вивиис (Βοιβηίς), к северо-западу от города Волос и к востоку от малого города Стефановикион, на территории общины Ригас-Фереос в периферийной единице Магнисия и общины Айя в периферийной единице Лариса в периферии Фессалия.
На западном берегу водохранилища расположена военная база и аэропорт Стефановикион.

## История
В древности озеро называлось Беба (др.-греч. Βοίβη), Бебеида (Λίμνη Βοιβηίδα) или Бебеидское озеро. Упоминается Гомером. Название получило от древнего города Беба, расположенного на юго-восточном берегу. Жителей Бебы в 294 году до н. э. Деметрий I Полиоркет переселил в основанную путём синойкизма Деметриаду.
Согласно Страбону существовавшие в его время большое озеро Нессонида и Бебеида, поменьше первого, являлись остатками крупного озера, осушенного, когда Пиньос прорвался к морю через Темпейскую долину.
Согласно мифу, изложенному Гесиодом, в озере купалась Коронида, мать Асклепия.
В озеро текли реки Амир, Онхест.
Площадь поверхности озера Байбене (Карла) составляла 52 км² по данным 1946 года. Расположено было озеро на высоте 44 м над уровнем моря.

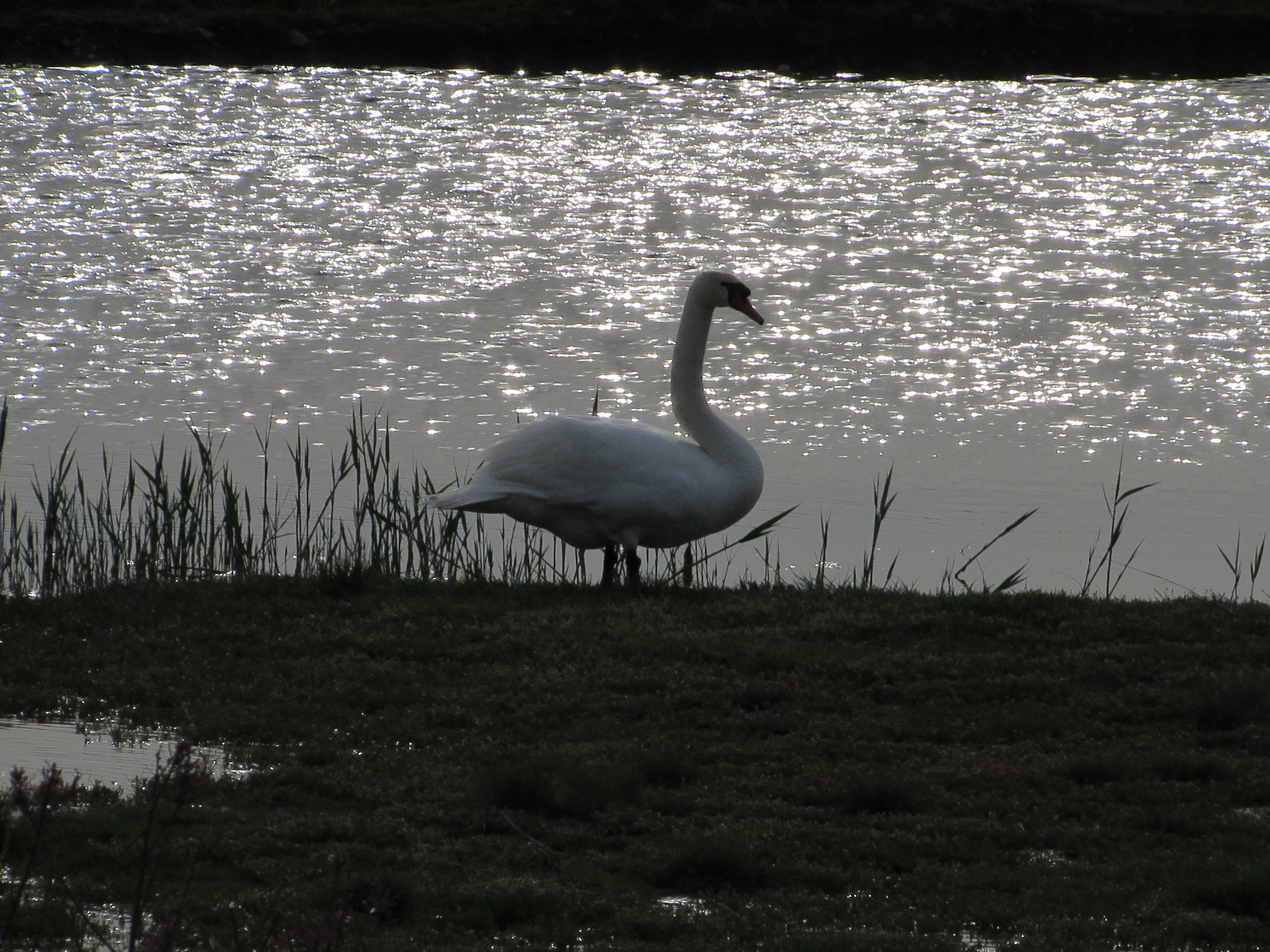
Лебедь на озере

До 1960-х годов озеро Карла было заболоченным районом неправильной формы, колеблющимся от 40 до 180 км², что, с одной стороны, поддерживало множество сред обитания и богатую ихтиофауну, что было необходимо для сельских домашних хозяйств, экономики и производства продовольствия, но с другой стороны были затоплены тысячи гектаров плодородных земель. Потребность в дополнительных землях была основной причиной осушения озера в 1962 году, когда местная экономика уже обратилась к сельскому хозяйству. Более того, потери рыболовства заслуживают внимания, поскольку пиковое производство рыбы составило более 1390 тонн в 1917 году, снизившись до чуть более 500 тонн в начале 1950-х годов. Наконец, с начала XX века озеро Карла считалось основной причиной болезней человека и высокого уровня смертности от малярии и других болезней, которые были связаны с водно-болотными угодьями. В 1953 году министерство сельского хозяйства Греции предложило частично осушить озеро. В 1959 году было принято решение. Озеро Карла почти полностью осушено в 1962 году как для защиты окружающих сельскохозяйственных угодий от наводнения, так и для увеличения сельскохозяйственных площадей. Это привело к экологическим, социальным и экономическим проблемам.
Для возрождения озера было вложено 245 млн евро, это крупнейший в юго-восточной Европе проект по защите окружающей среды. В конце 2010-х годов озеро было возрождено. В экосистеме возрождённого озера обитает 180 видов птиц и 14 видов рыб. Был открыт музей.
С 1996 года озеро входит в сеть природоохранных участков «Натура 2000».